# فرانك آي. كوب
فرانك آي. كوب (بالإنجليزية: Frank I. Cobb)‏ هو محرر وصحفي أمريكي، ولد في 6 أغسطس 1869، وتوفي في 21 ديسمبر 1923.

## وصلات خارجية
- فرانك آي. كوب على موقع الموسوعة البريطانية (الإنجليزية)